# 3212 Agricola
A 3212 Agricola (ideiglenes jelöléssel 1938 DH2) a Naprendszer kisbolygóövében található aszteroida. Yrjö Väisälä fedezte fel 1938. február 19-én.